# Macairog S. Alberto
Macairog Sabiniano Alberto (Quezon City, 6 dicembre 1963) è un generale filippino, attuale comandante generale dell'Esercito filippino.

## Biografia
Alberto si è laureato all'Accademia militare delle Filippine, nella classe Sinagtala nel 1986. è molto rispettato tra i suoi subordinati, i suoi comandi precedenti sono stati il servizio d'intelligence delle Filippine, come del 2º e del 3º Battaglione Scout Rangers.